# آسيا (مقاطعة رومانية)

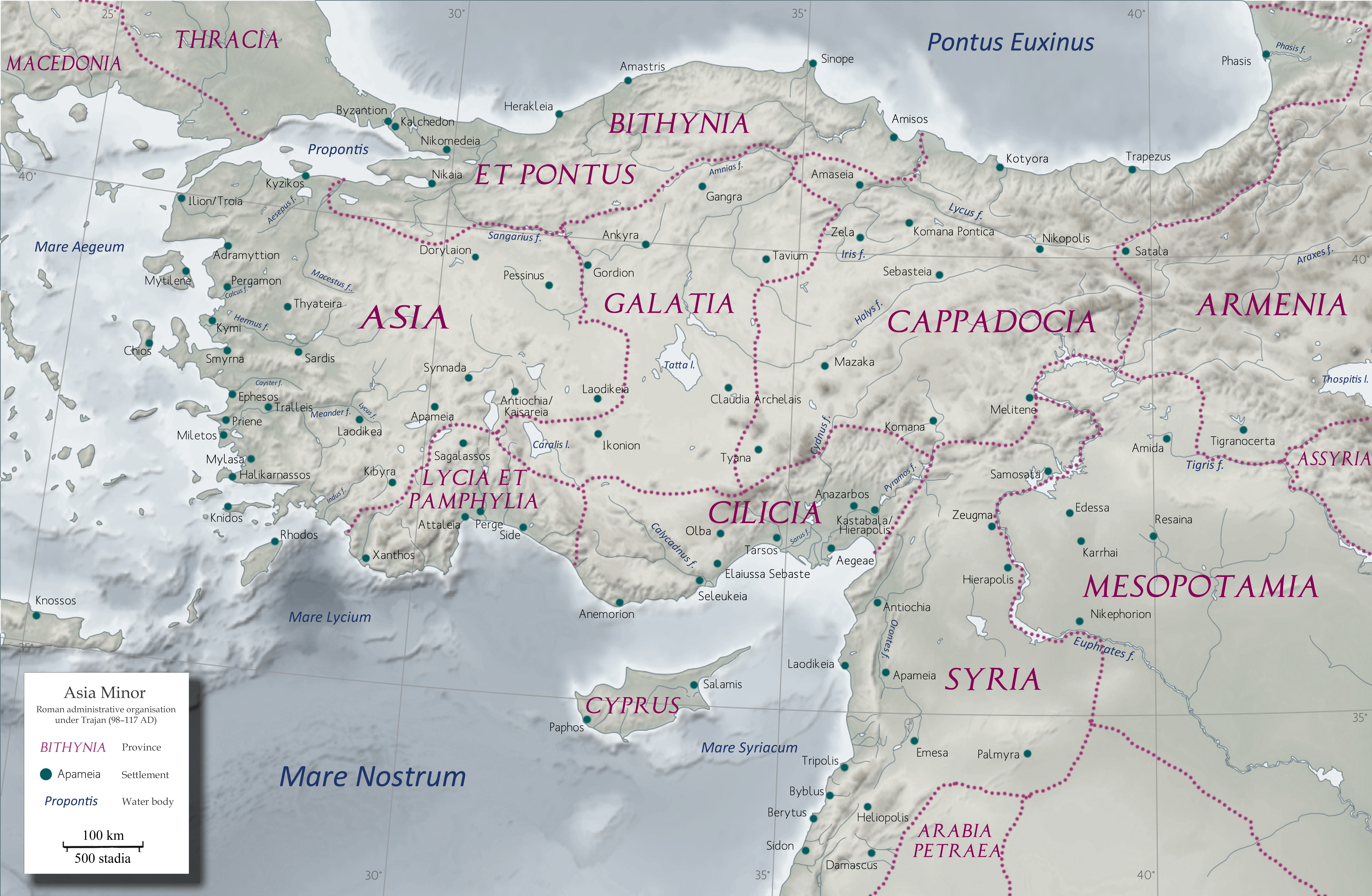
المقاطعات الرومانية في الأناضول تحت حكم تراجان ، بما في ذلك آسيا.

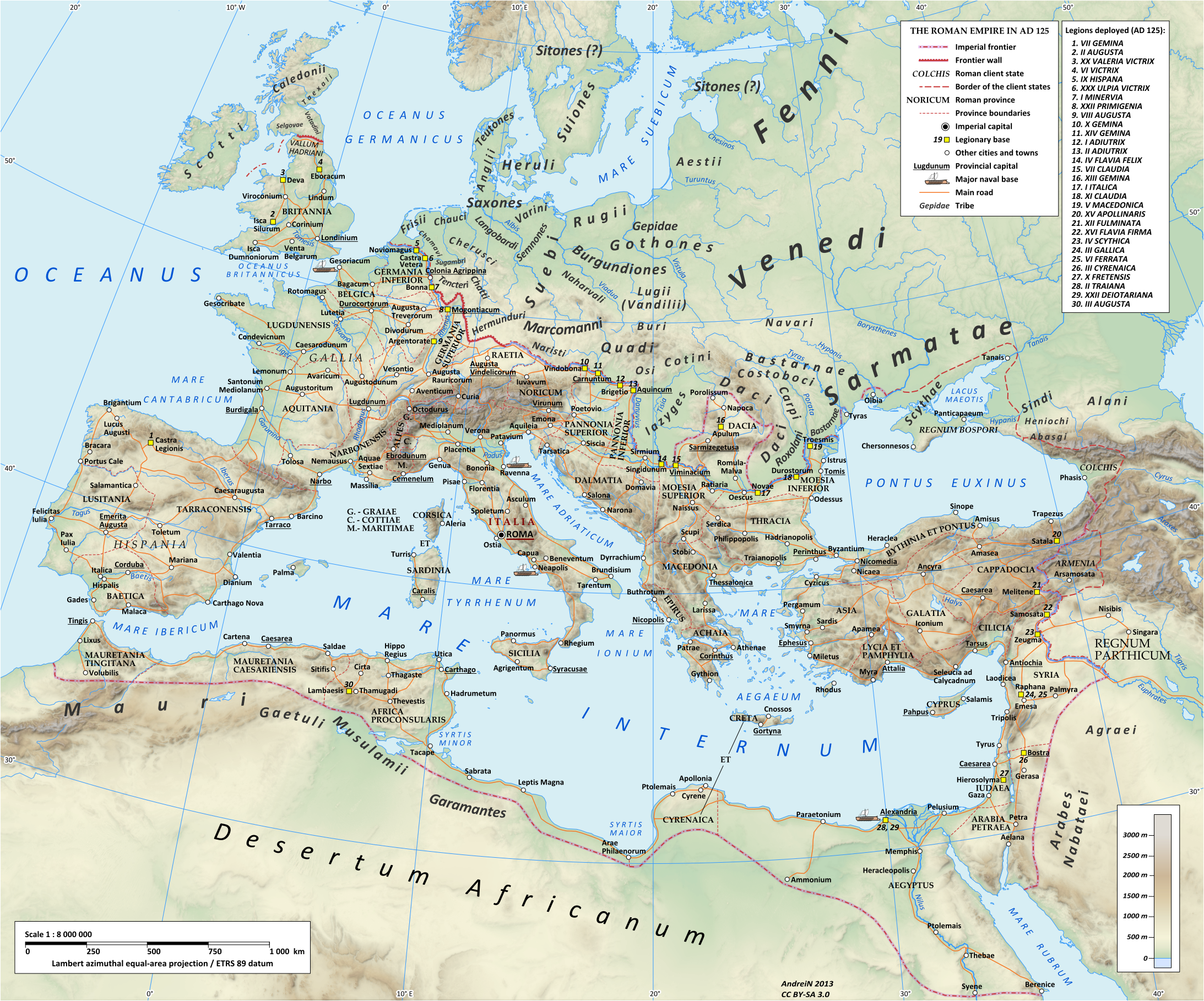
الإمبراطورية الرومانية في زمن هادريان (الفترة بين 117-138 م)، تظهر في الأناضول الغربية مقاطعة مجلس الشيوخ من «آسيا» (جنوب غرب تركيا).

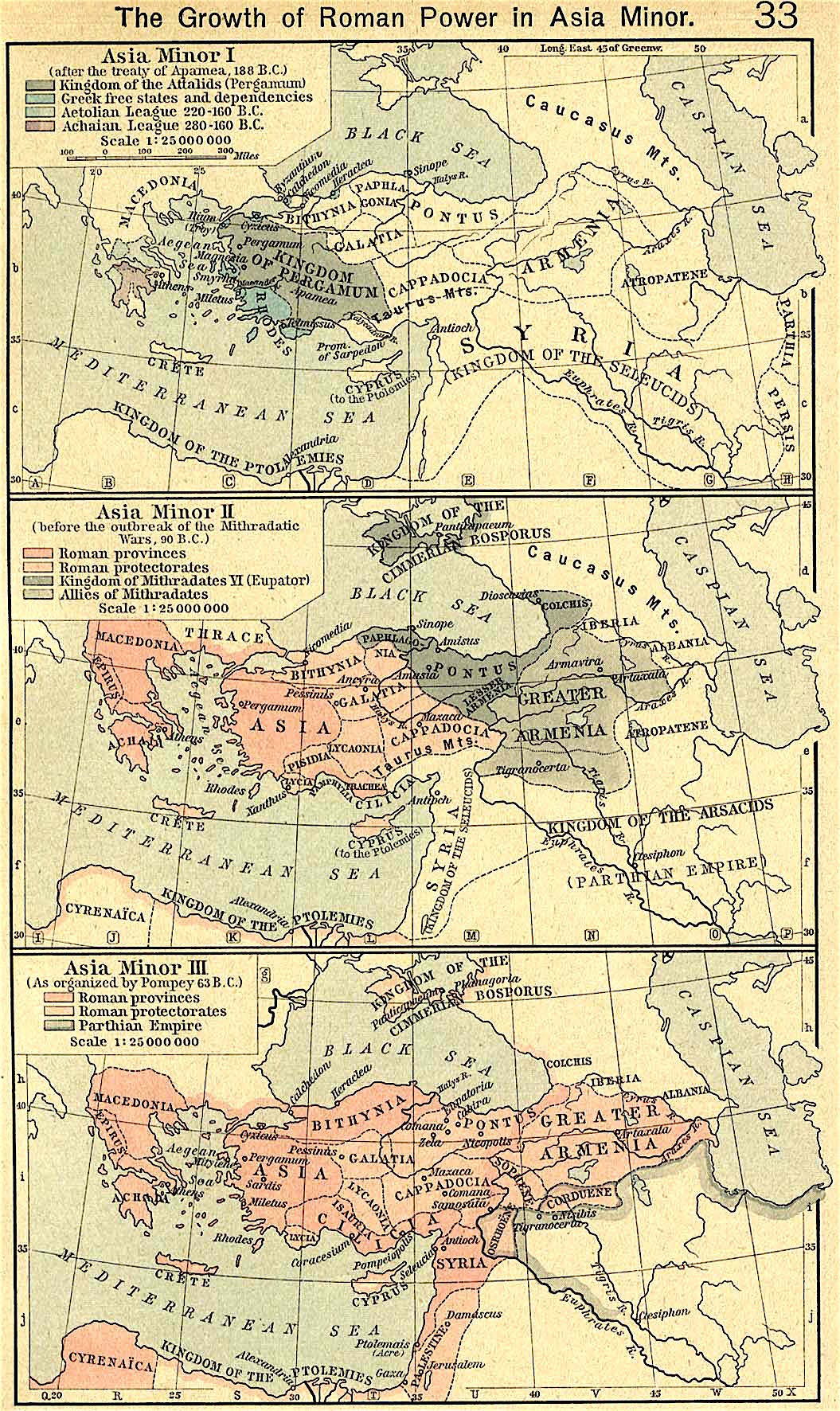
الفتح الروماني لـ آسيا الصغرى.

مقاطعة آسيا الرومانية أو آسيانا (باليونانية القديمة Ἀσία أو Ἀσιανή) وفي العصر البيزنطي تسمى فريجيا ، وهي وحدة إدارية أضيفت إلى الجمهورية الرومانية المتأخرة، وكانت مقاطعة سناتورية يحكمها قاضي يسمى «نائب القنصل».

## خلفية تاريخية
تأتي كلمة «آسيا» من الكلمة اليونانية (Ἀσία) والتي كانت تطلق في الأصل على الشاطئ الشرقي لبحر إيجه، والمعروفة لدى الليديين الذين احتلوها باسم أسوا. وهي تسمية استخدمها الإغريق للإشارة إلى جميع أنحاء ليديا (الجزء الشمالي الغربي من تركيا اليوم)، حيث كان هذا الشاطئ هو أقرب جزء من ليديا إلى اليونان. احتلت مقاطعة آسيا الرومانية تقريباً جميع مساحة مملكة ليديا. وبمرور الوقت، أصبحت الكلمة تستخدم من قبل أقصى الغرب للإشارة إلى منطقة غامضة أكثر من أي وقت مضى على شرقها، حتى تم استخدامها بشكل عام للقارة الآسيوية بأكملها.
كان على أنطيوخوس الثالث الكبير التخلي عن آسيا عندما سحق الرومان جيشه في معركة ماغنيسيا التاريخية التي جرت في عام 190 قبل الميلاد. بعد معاهدة أفاميا (188 قبل الميلاد)، استسلم الإقليم بأكمله لروما ووضع تحت سيطرة الملك العميل في بيرغامون.

## الجغرافية
تتألف مقاطعة آسيا في الأصل من ميسيا، وترودا، وأيولس، وليديا، وإيونية، وكاريا، والممر الأرضي عبر بيسيديا إلى بامفيليا. كانت جزر بحر إيجة باستثناء جزيرة كريت جزءًا من مقاطعة آسيانا. أعطيت جزء من فريجيا إلى ميثراداتس الخامس لتصبح كجزء من المقاطعة في 116 قبل الميلاد. وتمت إضافة ليكاونيا قبل عام 100 قبل الميلاد، بينما تمت إضافة المنطقة المحيطة بـ«كيبايرا» في عام 82 قبل الميلاد. تم إعادة تعيين المنطقة الجنوبية الشرقية من مقاطعة آسيا في وقت لاحق إلى مقاطعة قلقيلية. أثناء فترة الإمبراطورية أصبحت مقاطعة آسيا تحدها بيثينيا من الشمال، وليقيا من الجنوب، وغلاطية من الشرق.

## ضم المنطقة
مع عدم وجود وريث واضح، اختار أتالوس الثالث من بيرغامون حليفاً وثيقاً لروما أن يورث مملكته إلى روما. وبعد وفاة أتالوس عام 133 قبل الميلاد، حدث تمرداً في بيرغامون قاده المدافع عن عرش أتاليد يومينس الثالث ضد الحكم الروماني. ونجحوا في هزيمة القنصل «كراسوس موسيانوس» عام 133 قبل الميلاد. ولكن بعد مجيء القنصل التالي ماركوس بيربيرنا الذي حاول وضع حداً للحرب. هزم يومنيس في الاشتباك الأول، وتابع القنصل هجومه من خلال فرض حصار على ستراتونيكا، حيث هرب يومينس. وأجبرت البلدة بسبب المجاعة على الاستسلام، وبالتالي سقط الملك في يد القنصل. أنشئت في المنطقة مقاطعة آسيا رسمياً. كان لوصية توريث مملكة أتاليد إلى روما آثاراً خطيرة على المناطق المجاورة. كان خلال تلك الفترة شهد بروز مملكة البنطس تحت حكم ميثراداتس السادس. وقد أثبت أنه خصم كبير لروما في مقاطعة آسيا وخارجها.

## تحصيل الضرائب
كانت روما دائماً مترددة جدا في إقحام نفسها في أمور الشرق. وكانت تعتمد عادة على الحلفاء للتحكيم في حالة وجود تعارض. وكانت نادراً ما ترسل روما وفوداً إلى الشرق، أقل من أن يكون لها وجود حكومي قوي. هذا اللامبالاة لم تتغير كثيراً حتى بعد الهدية التي قدمها أتالوس عام 133 قبل الميلاد. في الواقع، تم التخلي عن أجزاء من مملكة بيرغامون طوعاً لأمم مختلفة. على سبيل المثال، تم إعطاء فريجيا الكبرى إلى ميثراداتس الخامس ملك البنطس.
في حين كان مجلس الشيوخ الروماني متردداً في إشراك نفسه في الشؤون الآسيوية، ولم يكن لدى الآخرين مثل هذا التردد. أعطى قانون أصدره غايوس غراكوس في عام 123 قبل الميلاد الحق في تحصيل الضرائب في آسيا لأعضاء نظام الفرسان. من شبه المؤكد أن امتياز تحصيل الضرائب قد تم استغلاله من قبل مسؤولين الجمهورية.
في حالة عدم قدرة المجتمع على دفع الضرائب، اقترضوا من المقرضين الرومان ولكن بأسعار باهظة. هذا في كثير من الأحيان أدى إلى التخلف عن سداد القروض المذكورة، وبالتالي أدى المقرضين الرومانيين إلى الاستيلاء على أرض المقترض، وهي آخر أصولهم ذات القيمة المتبقية. بهذه الطريقة وبالشراء المباشر، انتشر الرومان في جميع أنحاء مقاطعة آسيا.

## الحرب الميثريدية وسولا
بحلول عام 88 قبل الميلاد، غزا ميثراداتس السادس ملك البنطوس كل آسيا تقريباً. مستفيداً من كراهية الشعوب للممارسات الرومانية الفاسدة، قام ميثراداتس بتحريض جماعي ضد روما، وأمر بقتل جميع الرومان والإيطاليين في المقاطعة. تراوحت التقديرات المعاصرة للخسائر البشرية بين 80,000 و 150,000.
بعد ثلاث سنوات من الحرب، انتصر لوسيوس كورنيليوس سولا على ميثراداتس في الحرب الميثريدية الأولى سنة 85 قبل الميلاد. في عام 85 قبل الميلاد أعاد تنظيم الولاية إلى إحدى عشرة مقاطعة، كل منها مركزي لعدد من المدن الصغيرة التابعة. تضم هذه المراكز التي تطورت إلى أبرشيات رومانية هي أفسس وبيرغامون - عاصمة أتاليد القديمة، سميرنا، أدراميتيوم، كيزيكوس، سينادا، أفاميا، ميليتوس، وهاليكارناسوس. تنافست المدن الثلاث الأولى - أفسس وبيرغامون وسميرنا - لتكون دولة المدينة المهيمنة على مقاطعة آسيا. واستمر التنافس بين المدن القديمة في منع أي نوع من التقدم نحو توحيد المقاطعة.

## الوجود العسكري
بخلاف عمليات قمع التمردات التي تنشب بين فترة وأخرى، كان هناك وجود عسكري بسيط في مقاطعة آسيا، حتى انطلقت قوات بقيادة سولا في حملته ضد ميثراداتس السادس. في الواقع، كانت مقاطعة آسيا فريدة من نوعها من حيث أنها كانت واحدة من عدد قليل من المقاطعات غير المسجلة في الإمبراطورية. على الرغم من عدم وجود فيلق روماني ثابت في أي وقت من الأوقات داخل المقاطعة، فإن هذا لا يعني أنه لم يكن هناك أي وجود عسكري على الإطلاق.
كانت الفيالق الرومانية حاضرة في مدينتي أفاميا وأموريوم الفريجيتين. تمركزت الكتيبة الرومانية المساندة في أومينيا فريجيا بينما كانت مجموعات أصغر من الجنود تقوم بدوريات منتظمة في المناطق الجبلية. تسبب الوجود العسكري العالي في المناطق الريفية حوالي القرن الثالث بعد الميلاد في اضطرابات مدنية كبيرة في المقاطعة.

## أغسطس
بعد وصول أغسطس إلى السلطة، أسس مقاطعة في آسيا احتضنت مناطق ميسيا وليديا وكاريا وفريجيا. وإلى الشرق تم تأسيس مقاطعة أخري في غلاطية. قضى نائب القنصل عامه الأول في السفر بجميع أنحاء المقاطعة لسماع القضايا وإجراء أعمال قضائية أخرى في كل مركز من مراكز المقاطعة. شهد انتقال روما من الجمهورية إلى الإمبراطورية المبكرة تغييراً مهماً في دور مدن المقاطعات الحالية، والتي تطورت من دول مدينة مستقلة إلى مراكز إدارية للإمبراطورية.
كما أن بداية عهد زعامة أغسطس قد أظهرت أيضاً ظهور مدن جديدة في ميسيا وليديا وفريجيا. ونمت المقاطعة لتصبح نظاماً متقناً للمدن التي تتمتع بالحكم الذاتي، وكل منها مسؤولة عن اقتصادياتها وضرائبها وقانونها في أراضيها. كان عهد أوغسطس هو بداية ظهور التحضر في مقاطعة آسيا، حيث أصبح البناء العام السمة المميزة للمدينة.

## عبادة الإمبراطور
كانت عبادة الإمبراطور سائدة في المجتمعات المحلية في الإمبراطورية الرومانية. بعد وقت قصير من وصول أغسطس إلى السلطة، ظهرت معابد على شرفه في جميع أنحاء مقاطعة آسيا. أدى إنشاء مراكز إقليمية لعبادة الإمبراطور إلى التأثير الكبير على الديانات المحلية. هذه المواقع كانت بمثابة نماذج تتبعها مقاطعات أخرى في جميع أنحاء الإمبراطورية.
كانت عبادة الإمبراطور بمثابة وسيلة لمواطني مقاطعة آسيا للتصالح مع الحكم الإمبراطوري في إطار مجتمعاتهم. كانت الممارسات الدينية شأناً عاماً وتشارك المواطنين في جميع جوانبها بما في ذلك الصلاة والتضحية والمواكب. وعقدت الطقوس على شرف إمبراطور معين كانت تفوق في كثير من الأحيان تلك التي تمارس على آلهة أخرى.

## الانحدار
شهد القرن الثالث بعد الميلاد انخفاضاً خطيراً في مقاطعة آسيا بسبب الاوبئة والأمراض مثل الطاعون الأنطوني وعدم انضباط الجنود المحليين وغيرها من الأسباب. ساهمت الغزوات القوطية في 250 و 260، وهي جزء من أزمة القرن الثالث في عدم استتباب الأمن. علاوة على ذلك، مع تحول التركيز السياسي والاستراتيجي عن مقاطعة آسيا مما أفقدها الكثير من مكانتها السابقة.
في القرن الرابع، قسم دقلديانوس إقليم آسيا إلى سبع مقاطعات أصغر. ومن القرن الخامس حتى منتصف القرن السادس شهدت مدن ومقاطعات غرب الأناضول نهضة اقتصادية. ولكن بعد الطاعون الكبير الذي حدث في عام 543 تراجعت العديد من المدن نحو المناطق الداخلية للمحافظة إلى درجة كانت لا يمكن تمييزها عن القرى المشتركة بحلول وقت الغزوات الفارسية والعربية في القرن السابع. من ناحية أخرى، احتفظت المدن الرائدة في الإمبراطورية المبكرة بما فيها أفسس وساردس وأفروديسياس بالكثير من مجدها السابق وأصبحت بمثابة عواصم المقاطعات الجديدة. ظلت آسيا مركزًا للثقافة الرومانية والإغريقية في الشرق لعدة قرون. وبقيت المنطقة جزءاً من الإمبراطورية البيزنطية حتى نهاية القرن الثالث عشر عندما غزتها الإمبراطورية العثمانية.

## الهوامش
1. ↑  "آسيا - البحث على الانترنت في قاموس أصول الكلمات". www.etymonline.com. مؤرشف من الأصل في 2016-03-04.
2. ↑  "آسيا ، مقاطعة رومانية."  قاموس أوكسفورد الكلاسيكي . الطبعة الثالثة. 1996: ص. 189-90
3. 1 2 3 4 5  قاموس أكسفورد الكلاسيكي. ص. 189
4. ↑  ميتشل ، ستيفن.  الأناضول . المجلد 1. (نيويورك: مطبعة جامعة أكسفورد) ، 1993. ص. 29
5. ↑   الأناضول . ص. 29
6. ↑  الأناضول ص. 30
7. ↑  آبيان ، "تاريخ روما": حروب الميثريدية. نسخة محفوظة 12 سبتمبر 2015 على موقع واي باك مشين.
8. 1 2  الأناضول ص. 121
9. 1 2  الاناضول ص. 198
10. ↑  الأناضول ص. 100

## وصلات خارجية
- Unrv.com: آسيا الصغرى